# عبد السلام حيلي
عبد السلام حيلي (مواليد 19 ديسمبر 1996)، هُو عداء بارالمبي مغربي مُتخصص في سباقات الجري السريع. مثل عبد السلام المغرب في دورة الألعاب البارالمبية الصيفية 2020.

## مسيرته الرياضية
شارك عبد السلام حيلي في مُنافسات سباق 400 متر الخاص بفئة T12 ‏ ضمن دورة الألعاب البارالمبية الصيفية 2020، وقد أكمل السباق النهائي في المركز الأول مُحققا بذلك الميدالية الذهبية، إضافة إلى تحقيقه لرقم قياسي عالمي جديد هُو 47 ثانية و79 جُزءا من الثانية.

## وصلات خارجية
- عبد السلام حيلي على موقع Paralympic.org (الإنجليزية)
- عبد السلام حيلي على موقع IPC.InfostradaSports.com (مؤرشف) (الإنجليزية)